# Edmondo Buccarelli
Edmondo Buccarelli (Monteleone, 18 dicembre 1914 – Coriza, 14 novembre 1940) è stato un militare e patriota italiano, insignito della medaglia d'oro al valor militare alla memoria nel corso della seconda guerra mondiale.

## Biografia
Nasce a Monteleone, oggi Vibo Valentia, provincia di Catanzaro, il 18 dicembre 1914 figlio di Antonino e Ida Maglio.   Dopo aver conseguito il diploma di maturità classica, nel 1933 si arruola volontario nell'arma dei Carabinieri e il 23 ottobre 1937 viene promosso vicebrigadiere.
Ben presto decide di lasciare il servizio nell'Arma per entrare nell'Regia Accademia Militare di Fanteria e Cavalleria di Modena, dove si distingue per le qualità militari dimostrate e per i risultati conseguiti; è promosso sottotenente in servizio permanente effettivo nel 1939 e, conclusa la scuola di specializzazione d'arma nel 1940, viene mobilitato nel 3º Reggimento fanteria "Piemonte" e destinato alla Compagnia mortai da 81.  Il Regno d'Italia, alleato della Germania, entrò nella seconda guerra mondiale il 10 giugno 1940, dichiarando guerra a Francia e Gran Bretagna. Il 28 settembre dello stesso anno partì per l'Albania carico di entusiasmo e profondamente convinto di rendere un servizio utile alla propria Patria. Così scrive alla famiglia per comunicare la notizia della partenza: … si parte sul serio. Ed era ora, viva Dio!. Ed ancora: … domani si salperà. Sono felice! Il mio spirito è tutto preso dal futuro prossimo che spero sia quello che io sogno.
È sul monte Bodorosh che viene ferito mortalmente al petto dal fuoco nemico, dopo essersi lanciato in prima linea, munito solo di baionetta, per sostenere i suoi soldati. È il 14 novembre del 1940, ed egli decedette presso l'ospedale da campo n.41 di Coriza in quello stesso giorno. Solo il giorno prima aveva scritto alla famiglia su una cartolina militare inviata dal fronte: Sto bene!. Venne insignito della medaglia d'oro al valor militare alla memoria.